# Gafsa
Gafsa (en árabe: ڨفصة‎), originalmente llamada Capsa en latín, es la capital de la gobernación homónima en Túnez. Presta su nombre latino a la cultura mesolítica capsiense. Con una población de 105.264 habitantes, Gafsa es la novena ciudad más grande de Túnez.

## Visión general
Gafsa es la capital del suroeste de Túnez y es tanto un oasis histórico como el hogar de la industria minera de Túnez. La ciudad tenía 111.170 habitantes en el censo de 2014. La ciudad se encuentra 369 kilómetros (229 mi) por la carretera al suroeste de la capital nacional, Túnez. Sus coordenadas geográficas son 34°25′N 8°47′E / 34.417, 8.783 .

## Historia antigua

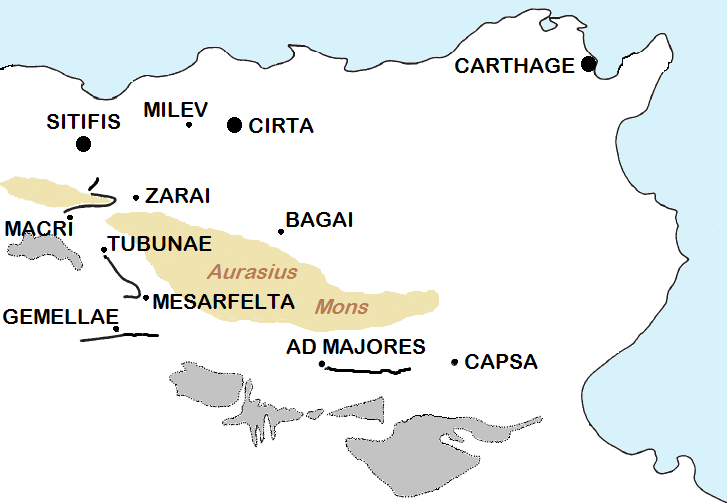
Capsa en la época romana estaba cerca del "limes romanus" llamado Fossatum Africae.

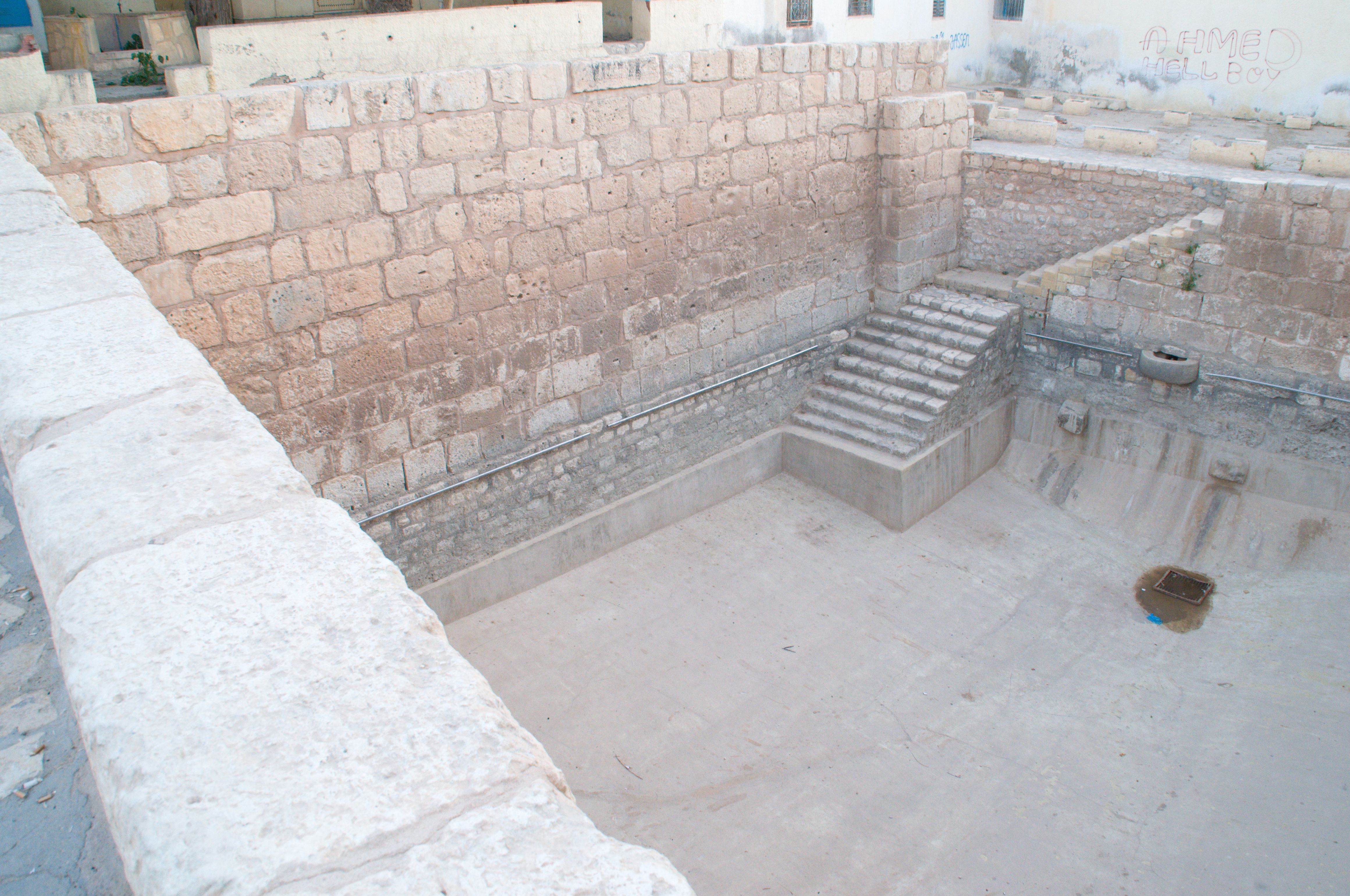
Ruinas romanas en Gafsa, 2013.

Las excavaciones en sitios prehistóricos en el área de Gafsa han producido artefactos y restos esqueléticos asociados con la cultura capsiense. Esta civilización mesolítica ha sido fechada por radiocarbono entre 10,000 y 6,000 a. C. La antigua población asociada, conocida como los comedores de caracoles, es conocida por sus extensos conchales. Se cree que los capsienses eran los antepasados de los bereberes modernos.
La ciudad de Capsa perteneció al rey Jugurta, quien depositó allí sus tesoros. Fue capturado por Cayo Mario en 106 a. C. y destruida, restableciéndose posteriormente bajo la magistratura de los sufetes de estilo púnico antes de que se le concediera el estatus de colonia romana. Capsa era una ciudad importante del África romana cerca del Fossatum Africae. Las cisternas romanas todavía son evidentes en las ruinas de la ciudad.
Los vándalos conquistaron la ciudad romana y la gobernaron hasta la muerte de Genserico (477). Entonces los bereberes la ocuparon, convirtiéndola en la capital de un reino romano-bereber hasta que fue sometida a Bizancio bajo Justiniano I (527-565), quien hizo de Capsa la capital de la provincia de Bizacena. En 540, el gobernador general bizantino Salomón construyó una nueva muralla de la ciudad, nombrando la ciudad Justiniana Capsa.
El ejército árabe de Uqba ibn Nafi conquistó Gafsa en 688, a pesar de la resistencia de los bereberes. Después de la conquista musulmana del Magreb, Capsa comenzó a perder importancia, reemplazada por Caiurán, fundada por los musulmanes.
Historiadores como Camps y Laverde consideran a Gafsa como el lugar del norte de África donde el romance norafricano sobrevivió por última vez, hasta el siglo XIII, como lengua hablada.

## Obispado
Los documentos existentes dan los nombres de algunos de los obispos de Capsa.
En el siglo III, Donátulo participó en el concilio que San Cipriano convocó en Cártago en 256 para discutir el problema del lapsi.
En el siglo V, en el concilio conjunto de Cártago (411) al que asistieron católicos y donatistas, Gams y Morcelli dicen que Capsa estaba representada por el donatista Donatianus y que no tenía obispo católico. Según el Mesnage más reciente, Donatianus era en cambio el obispo donatista de Capsus en Numidia, y Capsa en Bizacena estaba representada por el católico Fortunato y el donatista Celer, a quienes las fuentes anteriores atribuían a Capsus. Las tres fuentes coinciden en atribuir a Capsa a Vindemialis, quien fue uno de los obispos católicos que Hunerico convocó a Cartago en 484 y luego se exilió. Sin embargo, las últimas ediciones del Martirologio Romano, que conmemora a Vindemialis el 2 de mayo, lo llaman obispo de Capsus en Numidia.
Capsa todavía tenía obispos residentes a fines del siglo IX, y se menciona en una Notitia Episcopatuum de León VI el Sabio (886–912). pero una comunidad puede haber durado hasta principios del siglo XII
No siendo ya un obispado residencial, Capsa figura hoy en la lista de la Iglesia Católica como sede titular.

## Clima
Gafsa tiene un clima desértico cálido (según la clasificación climática de Köppen BWh).
| Parámetros climáticos promedio de Gafsa (1981–2010, extremes 1950–2017)                        | Parámetros climáticos promedio de Gafsa (1981–2010, extremes 1950–2017) | Parámetros climáticos promedio de Gafsa (1981–2010, extremes 1950–2017) | Parámetros climáticos promedio de Gafsa (1981–2010, extremes 1950–2017) | Parámetros climáticos promedio de Gafsa (1981–2010, extremes 1950–2017) | Parámetros climáticos promedio de Gafsa (1981–2010, extremes 1950–2017) | Parámetros climáticos promedio de Gafsa (1981–2010, extremes 1950–2017) | Parámetros climáticos promedio de Gafsa (1981–2010, extremes 1950–2017) | Parámetros climáticos promedio de Gafsa (1981–2010, extremes 1950–2017) | Parámetros climáticos promedio de Gafsa (1981–2010, extremes 1950–2017) | Parámetros climáticos promedio de Gafsa (1981–2010, extremes 1950–2017) | Parámetros climáticos promedio de Gafsa (1981–2010, extremes 1950–2017) | Parámetros climáticos promedio de Gafsa (1981–2010, extremes 1950–2017) | Parámetros climáticos promedio de Gafsa (1981–2010, extremes 1950–2017) |
| Mes                                                                                            | Ene.                                                                    | Feb.                                                                    | Mar.                                                                    | Abr.                                                                    | May.                                                                    | Jun.                                                                    | Jul.                                                                    | Ago.                                                                    | Sep.                                                                    | Oct.                                                                    | Nov.                                                                    | Dic.                                                                    | Anual                                                                   |
| ---------------------------------------------------------------------------------------------- | ----------------------------------------------------------------------- | ----------------------------------------------------------------------- | ----------------------------------------------------------------------- | ----------------------------------------------------------------------- | ----------------------------------------------------------------------- | ----------------------------------------------------------------------- | ----------------------------------------------------------------------- | ----------------------------------------------------------------------- | ----------------------------------------------------------------------- | ----------------------------------------------------------------------- | ----------------------------------------------------------------------- | ----------------------------------------------------------------------- | ----------------------------------------------------------------------- |
| Temp. máx. abs. (°C)                                                                           | 24.8                                                                    | 32.0                                                                    | 36.9                                                                    | 38.0                                                                    | 42.8                                                                    | 46.1                                                                    | 46.2                                                                    | 45.7                                                                    | 43.5                                                                    | 39.5                                                                    | 35.5                                                                    | 29.0                                                                    | 46.2                                                                    |
| Temp. máx. media (°C)                                                                          | 15.3                                                                    | 17.5                                                                    | 21.0                                                                    | 24.9                                                                    | 29.8                                                                    | 34.9                                                                    | 37.9                                                                    | 37.5                                                                    | 32.6                                                                    | 27.3                                                                    | 20.8                                                                    | 16.1                                                                    | 26.3                                                                    |
| Temp. media (°C)                                                                               | 9.6                                                                     | 11.3                                                                    | 14.6                                                                    | 18.1                                                                    | 22.8                                                                    | 27.3                                                                    | 30.2                                                                    | 30.0                                                                    | 25.9                                                                    | 21.1                                                                    | 14.8                                                                    | 10.5                                                                    | 19.7                                                                    |
| Temp. mín. media (°C)                                                                          | 4.0                                                                     | 5.2                                                                     | 8.1                                                                     | 11.4                                                                    | 15.7                                                                    | 19.8                                                                    | 22.4                                                                    | 22.8                                                                    | 19.8                                                                    | 15.3                                                                    | 9.2                                                                     | 5.2                                                                     | 13.2                                                                    |
| Temp. mín. abs. (°C)                                                                           | -5.5                                                                    | -4.3                                                                    | -2.1                                                                    | 1.8                                                                     | 6.0                                                                     | 9.1                                                                     | 13.8                                                                    | 15.1                                                                    | 10.3                                                                    | 2.6                                                                     | -1.2                                                                    | -4.9                                                                    | -5.5                                                                    |
| Precipitación total (mm)                                                                       | 26.1                                                                    | 7.8                                                                     | 14.3                                                                    | 17.9                                                                    | 12.5                                                                    | 4.8                                                                     | 1.4                                                                     | 4.5                                                                     | 19.8                                                                    | 16.4                                                                    | 18.8                                                                    | 16.9                                                                    | 161.2                                                                   |
| Días de precipitaciones (≥ 1.0 mm)                                                             | 2.3                                                                     | 2.5                                                                     | 3.1                                                                     | 2.2                                                                     | 2.0                                                                     | 1.2                                                                     | 0.2                                                                     | 1.0                                                                     | 2.5                                                                     | 2.6                                                                     | 2.0                                                                     | 2.3                                                                     | 23.9                                                                    |
| Horas de sol                                                                                   | 204.6                                                                   | 212.8                                                                   | 244.9                                                                   | 267.0                                                                   | 306.9                                                                   | 324.0                                                                   | 356.5                                                                   | 337.9                                                                   | 282.0                                                                   | 254.2                                                                   | 222.0                                                                   | 207.7                                                                   | 3220.5                                                                  |
| Humedad relativa (%)                                                                           | 65                                                                      | 61                                                                      | 58                                                                      | 55                                                                      | 52                                                                      | 47                                                                      | 43                                                                      | 48                                                                      | 55                                                                      | 61                                                                      | 65                                                                      | 68                                                                      | 56                                                                      |
| Fuente n.º 1: Institut National de la Météorologie (precipitation days/humidity/sun 1961–1990) |                                                                         |                                                                         |                                                                         |                                                                         |                                                                         |                                                                         |                                                                         |                                                                         |                                                                         |                                                                         |                                                                         |                                                                         |                                                                         |
| Fuente n.º 2: NOAA(humidity and sun 1961–1990)                                                 |                                                                         |                                                                         |                                                                         |                                                                         |                                                                         |                                                                         |                                                                         |                                                                         |                                                                         |                                                                         |                                                                         |                                                                         |                                                                         |